# Subate
Subate (en alemany: Subbath) és un poble del municipi d'Ilūkste, al nord de Letònia i localitzat a la regió històrica de Selònia i a 40 km. de Daugavpils.

## Història
El 1570 Gotthard Kettler, el primer duc de Curlàndia i Semigàlia, va concedir a la família alemanya bàltica Plater -nobles dominants a tot el sud-est de Letònia- una finca en el llac de Subate (Alt-Subbath). Després de la Contrareforma, els Plater-Sybergs (en polonès: Plater-Zyberk) es van convertir al catolicisme, fundant una missió amb la intenció de convertir els seus servidors, i els luterans es van traslladar a través del llac en senyal de protesta, amb la creació de Neu-Subbath ; les dues ciutats es van unir el 1894. A la fi del segle xix els jueus representaven prop de la meitat de la població, i el 1914 n'hi havia prop de 2.300 habitants. La ciutat negociava principalment amb el sector del lli de Lituània, però aquest comerç va llanguir després de la Primera Guerra Mundial. Quasi tots els jueus de Subate van ser assassinats brutalment a la fase de l'Holocaust el juny de 1941.